# Phostria phryganurus
Phostria phryganurus là một loài bướm đêm trong họ Crambidae.